# Elizabeth Stanhopeová, hraběnka z Chesterfieldu
Elizabeth Stanhopeová, hraběnka z Chesterfieldu (29. června 1640 – červenec 1665) byla druhou manželkou Philipa Stanhopea, 2. hraběte z Chesterfieldu, a nejstarší dcerou Jamese Butlera, 1. vévody z Ormonde, a Lady Elizabeth Prestonové.

## Manželství
Lady Elizabeth se narodila na hradě Kilkenny v Irsku 29. června 1640. Někdy před 25. zářím 1660 se provdala za Philipa Stanhopea, 2. hraběte z Chesterfieldu. Ten byl jedním z milenců proslulé Barbary Villiersové, milenky krále Karla II. Mnozí u dvora věřili, že Barbařino první dítě, Anna, bylo silně podobné hraběti z Chesterfieldu. Jeho první manželka, Lady Anne Percyová, dcera Algernona Percyho, 10. hraběte z Northumberlandu, zemřela 29. listopadu 1654 bez žijících potomků.
Spolu měli Elizabeth a Philip dceru Elizabeth, budoucí hraběnku ze Strathmore. Otcovství dítěte bylo zpochybňováno. Podle Samuela Pepyse bylo jejich manželství z rozumu, ale Chesterfield, navzdory svému původnímu chování s Barbarou Villiersovou, začal žárlit, když se rozšířily zvěsti o tom, že má jeho manželka poměr s Jamesem Hamiltonem a vévodou Jakubem z Yorku, se kterým byla údajně přistižena in flagranti. Na druhou stranu popisuje Elizabeth jako "ctnostnou ženu".
Philibert de Gramont ve svých pamětech říká, že "měla velmi nádhernou postavu, ačkoli nebyla příliš vysoká, její pleť byl velice krásná se všemi výraznými půvaby brunetky, měla velké modré oči, velmi svůdné a přitažlivé, její způsoby byly podmanivé, byla vtipná, milá a zábavná; ale její srdce, vždy otevřené citlivým názorům, nebylo ani svědomité z hlediska věrnosti, ani vybíravé z hlediska upřímnosti."
V květnu 1663, kdy se narodila jejich dcera Elizabeth, odešel pár do Bretby v Derbyshire.

## Smrt a odkaz
Elizabeth zemřela v červenci 1665 krátce po svých 25. narozeninách a byla pohřbena 18. července 1665 ve Wellingborough v Northamptonshire.
Její dcera Elizabeth (květen 1663 – 24. dubna 1723), které byly dva roky, kdy matka zemřela, se v roce 1691 provdala za Johna Lyona, 4. hraběte ze Strathmore a Kinghorne, s nímž měla deset děti. Elizabeth Bowes-Lyon, manželka krále Jiřího VI., byla jedním z jejích četných potomků.